# Аддис-Абеба (стадион)
Аддис-Абеба — многофункциональный стадион в городе Аддис-Абеба, Эфиопия. В основном используется для футбольных матчей и проведения легкоатлетических соревнований. Вместимость стадиона составляет 35 000 человек. Располагается в центре города, возле площади Мескель. Является домашней ареной для футбольных клубов Defence F.C., Сент-Джордж и Ethiopian Coffee FC. В 2008 году на стадионе прошёл чемпионат Африки по лёгкой атлетике.
Покрытие беговой легкоатлетической дорожки выполнено из материала Sportflex Super X.